# Pełnia życia (film)
Pełnia życia (ang. Breathe) – brytyjsko-amerykański film fabularny z 2017 roku w reżyserii Andy’ego Serkisa, wyprodukowany przez wytwórnię STXinternational. Opowiada historię Robina Cavendisha, który w wieku 28 lat zachorował na polio i został sparaliżowany od szyi w dół.
Premiera filmu odbyła się 11 września 2017 podczas 42. Międzynarodowego Festiwalu Filmowego w Toronto. Miesiąc później, 13 października, obraz trafił do kin na terenie Stanów Zjednoczonych oraz 27 października w Wielkiej Brytanii. W Polsce premiera filmu odbyła się 2 lutego 2018.

## Fabuła
Akcja filmu rozgrywa się w latach 50. XX wieku. Robin Cavendish (Andrew Garfield) jest towarzyskim oraz lubianym młodym człowiekiem. Mężczyzna grywa w tenisa i krykieta, podróżuje po świecie z piękną żoną Dianą (Claire Foy), która właśnie oznajmiła, że jest w ciąży. Pewnego dnia całe życie Robina wali się w gruzy. Po zachorowaniu na polio mężczyzna jest sparaliżowany od szyi w dół, przy życiu utrzymuje go respirator. Diana zabiera Cavendisha ze szpitala do domu, gdzie chorym opiekują się rodzina i przyjaciele. Niespodziewanie Robin zaczyna wieść wesołe i pełne satysfakcji życie.

## Obsada
- Andrew Garfield jako Robin Cavendish
- Claire Foy jako Diana Cavendish, żona Robina[7][8]
- Tom Hollander jako Bloggs i David Blacker
- Hugh Bonneville jako Teddy Hall
- Dean-Charles Chapman jako Jonathan Cavendish[9]
- Miranda Raison jako Mary Dawnay
- Stephen Mangan jako doktor Clement Aitken
- Jonathan Hyde[10] jako doktor Entwistle
- Ed Speleers jako Colin Campbell
- Diana Rigg jako Lady Neville

## Produkcja
Zdjęcia do filmu kręcono w Hatfield (Anglia).

## Odbiór
Film Pełnia życia spotkał się z pozytywną reakcją krytyków. W serwisie Rotten Tomatoes, 66% ze stu czterdziestu siedmiu recenzji filmu jest pozytywne (średnia ocen wyniosła 6,4 na 10). Na portalu Metacritic średnia ocen z 28 recenzji wyniosła 51 punktów na 100.

### Nagrody i nominacje
| Rok  | Miejsce                         | Nagroda | Kategoria                           | Odbiorcy i nominowani      | Wynik     |
| ---- | ------------------------------- | ------- | ----------------------------------- | -------------------------- | --------- |
| 2017 | British Independent Film Awards | BIFA    | Najlepsza charakteryzacja i fryzury | Jan Sewell                 | nominacja |
| 2017 | British Independent Film Awards | BIFA    | Najlepszy dźwięk                    | Becki Ponting i Ian Wilson | nominacja |